# Wasilis Konstandinu
Wasilis Konstandinu (gr. Βασίλης Κωνσταντίνου; ur. 19 listopada 1947), były grecki reprezentacyjny piłkarz grający na pozycji bramkarza.
Konstandinou większość swojej kariery spędził w Panthinaikosie Ateny, gdzie grał w latach 1964–1982. Podczas tego okresu zdobył z Panathinaikosem pięciokrotnie mistrzostwo Grecji: 1965, 1969, 1970, 1972, 1977 oraz czterokrotnie Puchar Grecji: 1967, 1969, 1972, 1982. W 1971 roku osiągnął największy sukces w karierze docierając z Panathinaikosem do finału Pucharu Mistrzów, gdzie przegrał z Ajaxem. Dwa ostatnie lata kariery spędził w OFI Kreta (1982–1984).
W reprezentacji Grecji w latach 70. i 80. rozegrał 28 meczów i był pierwszym bramkarzem Grecji podczas Euro 80.